# ساتورن I SA-5
تجربة اس.أي-5 بالإنجليزية 5-SA هو الإطلاق الأول للوحدة الجديدة المكبرة للمرحلة الأولى للصاروخ ساتورن 1 في إطار ببرنامج أبولو الذي وضعته ناسا.

## التعديل والغرض
كان الغرض الرئسي للإقلاع اس.أي-5 أن يطير الصاروخ ساتورن 1 بأداء مرحلتين لأول مرة، المرحلة الأولى S-I والمرحلة الثانية S-IV. وتحتوي المرحلة الثانية على 6 محركات صاروخية تعمل بالهيدروجين. ووردت المرحلة الثانية إلى كاب كانافيرال على متن طائرة بوينغ معدله B-377.
يتعلق التغيير الثاني على المرحلة الأولى للصاروخ بزيادة حجم خزانات الوقود. فلأول مرة يحمل الصاروخ كمية من الوقود تصل إلى 340.000 كيلوجرام، ويستخدم 8 محركات صاروخية للإقلاع، يعطي كل محرك منها دفعا مقداره 836 نيوتن. كما احتوت المرحلة الأولى ولأول مرة على 8 جنيحات توجيه.
وضع جهاز التوجيه وحاسوب القيادة على قمة المرحلة الثانية حيث سيكون هذا وضعهما على الصاروخ الأكبر ساتورن 5 والذي سيستطيع حمل رواد الفضاء فيما بعد إلى القمر. ويعمل جهاز التوجيه على ضبط اتجاه الصاروخ عند الأقلاع، ويعمل على تصحيح ما قد تسببه الرياح أو تخاذل دفع المحركات في انحراف في الاتجاه.
وصمم هذا الإطلاق ولأول مرة للوصول إلى مدار حول الأرض، فقد كانت جميع التجارب التي سبقت (اس.أي-1 حتي اس.أي-4) جميعها وصلت إلى ارتفاعات تحت مدارية. وأمكن التوصل إلى ذلك بتقوية محركات المرحلة الأولى بالإضافة إلى تشغيل المرحلة الثانية. وكان مقررا أن يأخذ الصاروخ مدارا عاليا على شكل قطع ناقص (أي يكون عاليا عند نقطة حول الأرض ومنخفضا عند النقطة المعاكسة) ثم يسقط في المحيط بعد عدة أيام بعد أن يفقد شيئا من سرعته.

## الإقلاع

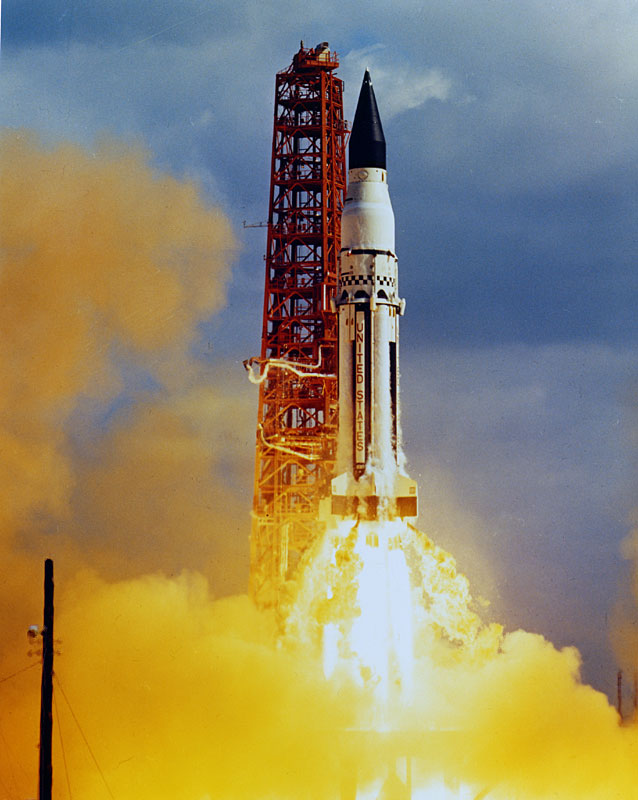
اقلاع المرحلة الأولى المعدلة للصاروخ ساتورن 1، يناير 1964.

كان يوم 72 يناير 1964 مخططا للإقلاع حيث مُلئت الخزانات إلى نسبة 93% بالأكسين السائل في المرحلة الأولى. ثم خفض المهندسون سرعة ملئ الخزانات. عندئذ وجدوا أن كمية الأكسجين تنخفض في الخزان عن المتوقع بدلا من زيادتها. ثم اتضح أن أحد توصيلات الأنابيب كانت مسدودة بصفيحة. وكانت ازالة الصفيحة ليس سهلا، وعلى ذلك تأخر الإقلاع مدة يومين.
لم يتخلل المحاولة الثانية للإقلاع أي صعوبات أخرى ووصل الصاروخ إلى الارتفاع المطلوب في الصباح. وأرسل الصاروخ إلى الأرض 1.183 من قياساته في الوقت الذي كانت تتبعه 6 تلسكوبات على الأرض. وخلال ال 1000 متر الأولى تتبعته 13 كاميرات لتصويره وملاحظة أي اختلال لتوازنه أو دوران قد يحدث له أثناء الطيران.
كما صُورت عملية فصل المرحلتين بواسطة 8 كاميرات، انفصلت بعد ذلك وسقطت في المحيط الأطلسي وتم استعادتها على بعد 800 كيلومتر لأخذ الأفلام.
وبعد عمل المحركات لمدة 4 دقائق، بدأت المرحلة الثانية على ارتفاع 262 كيلومتر تشغيل محركاتها حتى وصلت إلى ارتفاع 785 كيلومتر في مدار حول الأرض. وتبلغ كتلة المرحلة الثانية 16.965 كيلوجرام (أي نحو 17 طن). وهي أكبر كتلة تصل إلى مدار حول الأرض حتى ذلك الحين. وبذلك عبرت تكنولوجيا الصواريخ التي توصلت إليها ناسا التخلف الذي كان بينها وبين الإتحاد السوفييتي في ذلك المضمار.

## اقرأ أيضا
- أبولو 8
- أبولو 10
- أبولو 11
- نيل أرمسترونج
- قائمة بعثات أبولو

## وصلات خارجية
- The Apollo Spacecraft: A Chronology نسخة محفوظة 9 ديسمبر 2017 على موقع واي باك مشين.
- http://nssdc.gsfc.nasa.gov/database/MasterCatalog?sc=1964-005A نسخة محفوظة 29 أكتوبر 2007 على موقع واي باك مشين.
- Moonport: A History of Apollo Launch Facilities and Operations نسخة محفوظة 18 مارس 2011 على موقع واي باك مشين.
- http://science.ksc.nasa.gov/history/apollo/sa-5/sa-5.html نسخة محفوظة 17 ديسمبر 2016 على موقع واي باك مشين.
- Stages to Saturn